# ماريو كارت 64
ماريو كارت 64 (بالإنجليزية: Mario Kart 64‎؛ باليابانية: マリオカート64) هي لعبة فيديو كارتينغ صدرت عام 1996 طورتها نينتندو إي أيه دي ونشرتها نينتندو لنظام نينتندو 64. هي ثاني لعبة في سلسلة ماريو كارت وخليفة سوبر ماريو كارت لنظام سوبر نينتندو إنترتينمنت سيستم. صدرت اللعبة في اليابان في 14 ديسمبر 1996، وفي أمريكا الشمالية في 10 فبراير 1997 وفي المملكة المتحدة في 24 يونيو 1997. صدرت لاحقًا على فرتشول كونسول للوي والوي يو في عامي 2007 و2016، على التوالي.
تتضمن التغييرات من الأصل الانتقال إلى رسومات حاسوبية ثلاثية الأبعاد الحقيقية القائمة على المضلع لتصميم المسار، وإدراج دعم أربعة لاعبين. يتحكم اللاعبون في شخصيات من امتياز ماريو، الذين يتسابقون حول مجموعة متنوعة من المسارات بعناصر يمكن أن تؤذي الخصوم أو تساعد المستخدم. يسمح الانتقال إلى الرسومات ثلاثية الأبعاد بميزات المسار غير الممكنة مع رسومات مود 7 للعبة الأصلية، مثل التغييرات في الارتفاع والجسور والجدران والحفر. ومع ذلك تظل الشخصيات والعناصر ثنائية الأبعاد معروضة مسبقًا. كانت اللعبة ناجحة تجاريًا وأُشِيدَ بها عمومًا بسبب المتعة وقيمة إعادة التشغيل العالية لأوضاعها متعددة اللاعبين، على الرغم من أن بعض النقاد اعتبروها خيبة أمل مقارنة بسوبر ماريو كارت.

## أسلوب اللعب
ماريو كارت 64 هي لعبة كارتينغ يتحكم فيها اللاعب في واحدة من ثمانية شخصيات ماريو يمكن اختيارها في العديد من حلبات السباق التي تختلف في الشكل والصوت. أثناء السباق، يمكن للاعبين الحصول على عناصر عشوائية من الصناديق الخاصة الموضوعة في مناطق مختلفة من المضمار والتي تُستخدم لعرقلة الخصم والحصول على الميزة. على سبيل المثال، تسمح الأصداف والموز للاعب بمهاجمة الخصوم وإبطائهم، ويمنح الفطر اللاعب زيادة مؤقتة في السرعة والقدرة على القفز. في تغيير عن الإصدار السابق، يمكن للاعبين حمل أكثر من عنصر واحد في كل مرة. يحتوي ماريو كارت 64 على 16 دورة سباق و 4 دورات قتالية. هي أول لعبة في سلسلة ماريو كارت تدعم التدفق.

### أوضاع اللعبة

السباق على دي كيه جنغل باركواي، الدورة الأولى من الكأس الخاص. ماريو كارت 64 هي أول لعبة في السلسلة تستخدم رسومات حاسوبية ثلاثية الأبعاد.

هناك أربعة أوضاع لعب مختلفة متاحة في ماريو كارت 64 وهم: غراند بريكس وسباق الزمن وفرسس وباتل. يدعم وضع غراند بريكس كلا من اللعب الفردي والتنافسي متعدد اللاعبين، بينما تدعم الأوضاع الأخرى أحدهما فقط أو الآخر.
- غراند بريكس - يشتمل هذا الوضع على لاعب أو لاعبين يشاركون في أربعة سباقات متتالية من ثلاث دورات، كل منها في دورة مختلفة، على واحد من الكؤوس الأربعة المختارة (مشروم، فلاور، ستار، أو سبيشل[7]) ضد سبعة (أو ستة) لاعبي كمبيوتر. عندما يكمل اللاعب السباق، يمنح النقاط بناءً على الرتبة التي انتهوا منها والتي تتراوح من واحد إلى تسعة ويتنقل ترتيب تحديد المستوى إلى السباق التالي باعتباره تشكيلة البداية الجديدة. إذا احتل اللاعب المرتبة الخامسة أو أقل، يجب عليه أن يعيد السباق. على عكس سوبر ماريو كارت الأصلية، يمكن للاعب إعادة تشغيل عدد غير محدود من المرات، بدلاً من السماح له بإعادة التشغيل ثلاث مرات فقط. بعد الانتهاء من جميع السباقات الأربعة، تُمنح الجوائز للاعبين الذين سجلوا أعلى تراكم للنقاط: البرونزية للمركز الثالث، والفضية للمركز الثاني، والذهبية للأول. يقاس مستوى الصعوبة بسعة المحرك: 50 أو 100 أو 150 سم مكعب. هناك صعوبة إضافية غير قابلة للفتح تسمى «إكسترا»، والتي تسمح للاعبين بالتسابق بسرعة 100 سم مكعب على مسارات مقلوبة من اليسار إلى اليمين. هذه هي اللعبة الأولى في السلسلة التي توفر هذه الميزة. تسمي الأقساط اللاحقة هذه الميزة «وضع المرآة» أو «وضع المرآة 150 سم مكعب».
- سباق الزمن - هو وضع لاعب فردي فقط حيث الهدف هو إكمال سباق من ثلاث دورات على المسار المحدد في أسرع وقت إجمالي ممكن. لا يوجد متسابقون منافسون أو مربعات عناصر، على الرغم من أن اللاعب سيبدأ دائمًا كل سباق مع تريبل مشروم في الاحتياطي. بالنسبة لأي دورة تدريبية معينة، تحفظ أسرع خمس مرات إجمالية، وتحفظ أيضًا أسرع وقت لفة في أي سباق. يمكن للاعب أن يختار السباق ضد شخصية شبح تحاكي حركة اللاعب من سباق سابق. يمكن حفظ بيانات الأشباح لما يصل إلى دورتين دراسيتين مختلفتين بشكل دائم فقط على طرفية كونترولر باك. ومع ذلك، فإن نسخة فرتشول كونسول التي صدرت على وي غير متوافقة مع الطرفية وبالتالي فهي غير قادرة على حفظ بيانات الأشباح.[8]
- وضع فرسس - يتنافس لاعبان إلى أربعة لاعبين في سباقات فردية على أي مسار بدون أي لاعبين كمبيوتر. مع وجود لاعبين، يتبع إجمالي عدد مرات الفوز لكل لاعب، وفي المباريات التي تضم ثلاثة أو أربعة لاعبين، يتبع عدد مرات الفوز بالمركز الأول والثاني والثالث لكل متسابق.
- وضع باتل - هذا الوضع، الذي يدعم اثنين إلى أربعة لاعبين، له هدف دائم للرجل حيث يهاجم اللاعبون بعضهم البعض بعناصر داخل واحدة من أربع دورات حلبات يمكن تحديدها. يبدأ اللاعبون المباراة بثلاثة بالونات متصلة بكل عربة من عرباتهم. يفقد اللاعب بالونًا واحدًا في كل مرة تتضرر شخصيته من خلال ملامسته للعناصر المسيئة للاعبين الآخرين، ويستبعد من اللعب عندما يفقد جميع البالونات. تنتهي المباراة ببقاء لاعب واحد، ثم يعلن الفائز. في المباريات التي تضم ثلاثة أو أربعة لاعبين، ستتحول شخصيات أول لاعبين يخسران كل بالوناتهما إلى «ميني بومب كارت» متحركة ويفقدان القدرة على الفوز بالمباراة. لا تزال ميني بومب كارت قادرة على المناورة من قبل اللاعب ويمكنها الاصطدام وإلحاق الضرر باللاعب الآخر مرة واحدة فقط، وبعد ذلك لم يعد بإمكانه المشاركة.[9]

### الشخصيات القابلة للعب
تتميز ماريو كارت 64 بثمانية شخصيات قابلة للعب. ماريو ولويجي وبيتش وتود ويوشي وباوزر وواريو ودونكي كونغ. تنقسم الشخصيات إلى ثلاث فئات للوزن: الأوزان الخفيفة، التي تتمتع عرباتها بأعلى تسارع؛ الوزن الثقيل، الذي تتمتع عرباتهم بتسارع منخفض وسرعة قصوى عالية بالإضافة إلى أنها قادرة على ضرب لاعبين آخرين؛ والأوزان المتوسطة، الذين لديهم تسارع طبيعي وسرعة قصوى عادية. كانت اللعبة في الأصل تتميز بشخصية كاميك، وهي شخصية خسيسة من يوشيز آيلاند، قبل أن تستبدل بدونكي كونغ.

## التطوير
بدأ الإنتاج في عام 1995 بعنوان سوبر ماريو كارت آر (بالإنجليزية: Super Mario Kart R)‏، حيث تعني كلمة «آر» «مُقَدَّم». طورت اللعبة بالتزامن مع سوبر ماريو 64 وذا ليجند أوف زيلدا: أوكرينا أوف تايم، المقصود منها أن تكون لعبة إصدار لنينتندو 64 (N64)، ولكن خُصِصَت المزيد من الموارد للإثنين الآخرين. عمل مبتكر امتياز ماريو شيغيرو مياموتو، كمنتج وغالبًا يستشير مخرج اللعبة هيديكي كونو. بعض اللقطات المبكرة للعبة عُرِضَت لفترة وجيزة في معرض شوشينكاي للبرمجيات في اليابان في 24 نوفمبر 1995. صرح مياموتو أن اللعبة اكتملت بنسبة 95٪، لكن نينتندو اختارت عدم عرض نسخة قابلة للعب نظرًا للصعوبة اللوجستية لإظهار ميزات تعدد اللاعبين. أظهر النموذج الأولي عنصر الريش من سوبر ماريو كارت وماغيكوبا كشخصية قابلة للعب، والتي استُبدِلَت بدونكي كونغ في النسخة النهائية.
صُمِمَت أدوات التحكم في قيادة اللاعب لتكون مشابهة لتشغيل سيارة يُتَحَكَّم فيها عن طريق الراديو. تتميز ماريو كارت 64 بمقاطع موسيقية تُقَدَّم بالكامل في صورة ثلاثية الأبعاد ولوحة إعلانية لعرض الشخصيات والعناصر من خلال استخدام نمذجة الأحرف المتقدمة (ACM) ووحدة المعالجة المركزية إم آي بي إس ومحطات عمل سيليكون غرافيكس. صرح كونو أنه على الرغم من أن تقديم الشخصيات كنماذج ثلاثية الأبعاد لم يكن مستحيلًا، إلا أن عرض ثمانية شخصيات متزامنة ثلاثية الأبعاد كان سيتجاوز طاقة معالجة النظام. بدلاً من ذلك، تتكون الشخصيات من نقوش متحركة تُظهر الشخصيات من زوايا مختلفة لمحاكاة مظهر ثلاثي الأبعاد، على غرار سوبر ماريو كارت وكيلر إنستينكت وكروزين يو إس أيه. راير مطور ألعاب دونكي كونغ كانتري، قدمت نموذج شخصية دونكي كونغ. في منتصف الطريق إلى إنتاج اللعبة، عانى المطورون من تعطل في القرص الصلب، مما تسبب في ضياع نماذج الشخصيات الأصلية. لقد أُجبروا على إعادة تشكيل «حوالي 80٪» من نماذج الشخصيات، وقاموا بتحديث شاشة اختيار الشخصية وجعلها متحركة بدلاً من ثابتة، والتي لم تكن موجودة في الخطط الأصلية.
تقنية الذكاء الاصطناعي المطاطي تمنع جميع المتسابقين من الفصل بسهولة، وأُضِيف عنصر سبيني شيل (بالإنجليزية: Spiny Shell)‏، الذي يستهدف ويهاجم اللاعب في المقام الأول، من أجل الحفاظ على كل سباق تنافسيًا ومتوازنًا. ضُمِّنَ العنصر في جميع ألعاب ماريو كارت اللاحقة.

## الموسيقى التصويرية
ألف كينتا ناغاتا الموسيقى التصويرية لماريو كارت 64، وهو أول عمل له على لعبة نينتندو. صدرت الموسيقى التصويرية عدة مرات بتنسيقات مختلفة بما في ذلك القرص المضغوط وشريط الصوت. صدرت أربعة نسخ مختلفة من الألبوم: مقاطع السباق وأعظم الموسيقى التصويرية في أمريكا الشمالية؛ والموسيقى التصويرية الأصلية وكلوب سركت في اليابان.صدرت لاحقًا في مجموعة مكونة من ثلاثة أقراص، مع الموسيقى التصويرية لستار فوكس 64 وسوبر ماريو 64.

## الإصدار
بالإضافة إلى النسخة العادية، أصدرت نينتندو «نسخةً محدودةً» في ديسمبر 1996 في اليابان والتي كانت عبارة عن خرطوشة عادية مزودة بوحدة تحكم نينتندو 64 باللونين الأسود والرمادي. تبعت النسخة اليابانية نسخةً أمريكيةً في فبراير 1997. صرح رئيس نينتندو أمريكا هوارد لينكولن أنه بالإضافة إلى الوقت اللازم للتوطين، كانت ماريو كارت 64 أكثر أهمية للسوق اليابانية، حيث كان هناك عدد أقل من ألعاب نينتندو 64 المتوفرة في ذلك السوق في ذلك الوقت. صدرت في بريطانيا في 24 يونيو 1997.
صدرت ماريو كارت 64 كلعبة قابلة للتنزيل على وي فرتشول كونسول في يناير 2007 وعلى وي يو فرتشول كونوسول في ديسمبر 2016.
خلال الأشهر الثلاثة الأولى من عام 1997، كانت لعبة ماريو كارت 64 هي أكثر لعبة نينتندو 64 مبيعًا في الولايات المتحدة، حيث بلغت مبيعاتها 849000 وحدة لهذه الفترة. بحلول عام 2007، بيعت 5.5 مليون نسخة تقريبًا من ماريو كارت 64 في الولايات المتحدة و2.24 مليون في اليابان.

## التقييم والميراث
| التقييم |                           |
| --- | ------------------------- |
| مجموع النقاط المجموع نقاط ميتاكريتيك 83/100 نتائج المراجعة نشرة نقاط أول غيم كمبيوتر آند فيديو غيمز 4/5 إدج 8/10 [ 39 ] إلكترونك غيمينغ مونثلي 9.25/10 غيم ريفولوشن -B غيمفان 92/100 [ ا ] غيم برو 10/10 غيم سبوت 6.4/10 هايبر 95% آي جي إن 8.1/10 (N64) 7.9/10 (Wii) جو فيديو 17/20 إن64 ماغازين 91% نيكست جينرايشن نينتندو لايف (Wii) مجلة نينتندو الرسمية 90% [ 41 ] فيديو غيمز (DE) 85% [ 42 ] إلكترك بلايغراوند 8/10 كيوبد3 9/10 مجلة نينتندو الرسمية (الفرنسية) 98% |                           |
| مجموع النقاط |                           |
| المجموع | نقاط                      |
| ميتاكريتيك | 83/100                    |
| نتائج المراجعة |                           |
| نشرة | نقاط                      |
| أول غيم | 4/5 stars                 |
| كمبيوتر آند فيديو غيمز | 4/5                       |
| إدج | 8/10                      |
| إلكترونك غيمينغ مونثلي | 9.25/10                   |
| غيم ريفولوشن | -B                        |
| غيمفان | 92/100                    |
| غيم برو | 10/10                     |
| غيم سبوت | 6.4/10                    |
| هايبر | 95%                       |
| آي جي إن | 8.1/10 (N64) 7.9/10 (Wii) |
| جو فيديو | 17/20                     |
| إن64 ماغازين | 91%                       |
| نيكست جينرايشن | 3/5 stars                 |
| نينتندو لايف | (Wii)                     |
| مجلة نينتندو الرسمية | 90%                       |
| فيديو غيمز (DE) | 85%                       |
| إلكترك بلايغراوند | 8/10                      |
| كيوبد3 | 9/10                      |
| مجلة نينتندو الرسمية (الفرنسية) | 98%                       |

تلقت ماريو كارت 64 مراجعات إيجابية من النقاد وأثبتتت نجاحها التجاري. صنفها مجمع المراجعة ميتاكريتيك على أنها سادس أعلى تصنيف للعبة نينتندو 64 استنادًا إلى خمسة عشر مراجعة. باعت اللعبة 9.87 مليون نسخة في جميع أنحاء العالم، مما يجعلها ثاني أكثر لعبة مبيعًا على نينتندو 64.
ناقش النقاد عرض اللعبة وصورها. شعر كل من غيم برو وإلكترونك غيمينغ مونثلي أن اللعبة استخدمت قوة نينتندو 64 بشكل كافٍ، مما جعل اللعبة تبرز عن الآخرين في نوع السباق (فرانسيس ماو) وفي امتياز ماريو (ترينت وارد من غيم سبوت)، وكانت أفضل من سوبر ماريو كارت (كوربي ديلارد من نينتندو لايف ومراجع من غيم ريفولوشن). استمتعت كارين باريل من مجلة النينتندو الرسمية الفرنسية بصور اللعبة الملونة والسلسة، مضيفة أن عرضها العام يشبه التجربة «السحرية». شعر منتقدو الرسومات أنهم يفتقرون إلى التفاصيل (توم غولس من كمبيوتر آند فيديو غيمز وبير شنايدر من آي جي إن)، لم يكن أفضل بما يكفي من جزء 16 بت السابق (سكوت ماكول من أول غيم ونيل ويست من نيكست جينرايشن)، وفشلوا في الاستفادة الكاملة من قوة نينتندو 64 (فرانسوا كارون من جويكس فيديو.كوم). كان استخدام الأرواح ثنائية الأبعاد نقدًا شائعًا، يجادل ويست بأنه جعل اللعبة تبدو كأنها لعبة 16 بت وليس 64 بت.
استقطب تصميم المقطع الصوتي وأسلوب لعب ماريو كارت 64 النقاد. انتُقِدَت اللعبة لكونها غير مبتكرة (شنايدر)، سهلة للغاية (كارون)، وبسيطة ورتيبة (وارد ونيك فيرجسون من إدج). شعر كل من إد لوماس من كمبيوتر آند فيديو غيمز وجوناثان من مجلة إن64 أن النجاح يعتمد بشكل كبير على الحصول على مقويات القوة المناسبة. لم يعجب مورلي بتصميم مضمار ماريو كارت 64 العريض والمشابه للطريق السريع بقوله إنه لم يوفر تجربة «مليئة بالأدرينالين» والتي كان من الممكن أن يأملها اللاعبون. وجد النقاد أيضًا خطأ في استخدام اللعبة لموازنة صعوبة الشريط المطاطي، مدركين ذلك بأنهم منحوا للعدو ميزة الذكاء الاصطناعي الغير عادلة. كما تمت ملاحظة المشكلات الفنية مثل ضعف اكتشاف الاصطدام والتأخر في «وضع المعركة» المكون من أربعة لاعبين.
كان هناك مؤيدون لهذه اللعبة، الذين لاحظوا وجود عدد كبير من الدورات التدريبية (ويست، ماو، ومراجع إلكترك بلايغراوند)، وجدت تصميماتها أكثر تفصيلاً وإثارة للإعجاب من سوبر ماريو كارت (شنايدر ودييار)، واعتقدوا بأنها تحتوي على الكثير من قيمة إعادة التشغيل (كارون وماو). سلط ديفيد ويلدغوز وجوناثان من هايبر الضوء على التحكم المرن في الانعطاف باستخدام عصا التحكم متعددة الزوايا، واصفين إياها بأنها «مثالية» وحقيقية لعربات الكارتينغ الواقعية. استمتع جوناثان بكمية التركيز وردود الفعل السريعة المطلوبة من أجل اللاعب. أبلغ ويلدغوز عن وجود العديد من اللحظات غير المتوقعة أثناء لعب اللعبة بسبب «الذكاء الاصطناعي الشيطاني المبتكر» والصناديق التي تحتوي على وحدات طاقة مختلفة في كل مرة تُجمَع. لاحظ المراجعون، حتى أولئك الفاترين تجاه الرسومات، اللمسات الإيجابية مثل المنعطفات ذات الـ180 درجة في قلعة باوزر، ومسارات القطار في صحراء كاليماري، والشاحنات في تودز تورنبايك، والأبقار في مزرعة موه، وقلعة بيتش، والبطاريق المنزلقة في شربات لاند، بالإضافة إلى نفث الدخان المتصاعد من العربة. وجد النقاد أن وضع تعدد اللاعبين أفضل من اللاعب الفردي، ووصفه شنايدر بأنه «فوضى تعدد اللاعبين في أفضل حالاتها».
كانت اللعبة شائعة تجاريًا وساعدت في إنتاج العديد من التكملات التي ظهرت عبر أجيال من أنظمة نينتندو. احتلت ماريو كارت 64 المركز السابع عشر في أعظم 100 لعبة نينتندو من مجلة نينتندو الرسمية على الإطلاق والمركز 49 في قائمة إلكترونك غيمينغ مونثلي لعام 1997 لأفضل 100 لعبة أنظمة على الإطلاق.

## الملاحظات
1. ↑  في مراجعة غيمفان، قيم ثلاثة نقاد ماريو كارت 64 بشكل مختلف: 95 و93 و89.[40]

### الفهرس
1. 1 2  "Kenta Nagata" (بالإنجليزية). Square Enix Music Online. Archived from the original on 2020-08-24. Retrieved 2021-07-08.
2. ↑  "Super Mario Kart R" (PDF). إلكترونك غيمينغ مونثلي (بالإنجليزية). زيف دافيس. No. 88. Nov 1996. p. 46. Archived from the original (PDF) on 2021-06-27.
3. ↑  "Mario Kart 64: Classic Kart Action Is Back on Track" (PDF). إلكترونك غيمينغ مونثلي (بالإنجليزية). زيف دافيس. No. 91. Feb 1997. pp. 106–9. Archived from the original (PDF) on 2021-02-02.
4. ↑  "Super Mario Kart 64" (PDF). إلكترونك غيمينغ مونثلي (بالإنجليزية). زيف دافيس. No. 90. Jan 1997. p. 120. Archived from the original (PDF) on 2020-12-06.
5. ↑  Mario Kart 64 Nintendo Player's Guide (بالإنجليزية). نينتندو باور. 1997. pp. 4–5. Retrieved 2021-07-08.
6. ↑  Taylor 1997، صفحة 16.
7. ↑  "NG Alphas: Super Mario Kart 64". نيكست جينرايشن (بالإنجليزية). إيماجين ميديا. No. 25. Jan 1997. pp. 155–163.
8. ↑  Mario Kart 64 VC Review - IGN (بالإنجليزية), Archived from the original on 2018-08-10, Retrieved 2021-07-08
9. 1 2 3 4 5 6  Mario Kart 64 Review - IGN (بالإنجليزية), Archived from the original on 2020-10-25, Retrieved 2021-07-08
10. ↑  Skaggs 1997، صفحة 38.
11. ↑  بيتيت, ستيفان (24 Sep 2019). "Special Things Every Mario Kart 64 Character Does Better Than The Others" (بالإنجليزية). رانكر. Archived from the original on 2020-11-11. Retrieved 2021-07-08.
12. ↑  "Mario Kart 64 Instruction Booklet, 1997, Nintendo" (PDF). mariomayhem.com (بالإنجليزية). Archived from the original (PDF) on 2021-01-03. Retrieved 2021-07-08.
13. ↑  Desmond 1997، صفحة 107.
14. ↑  سافيدرا, جون (10 Feb 2017). "How Mario Kart 64 Became the N64's Best Racing Game" (بالإنجليزية). دين أوف غيك. Archived from the original on 2021-06-14. Retrieved 2021-07-08.
15. ↑  كاردوسو, جوزيه (9 May 2016). "20 things you didn't know about Mario Kart 64" (بالإنجليزية). شورت ليست. Archived from the original on 2021-06-14. Retrieved 2021-07-08.
16. ↑  "Super Mario Kart R [N64 - Beta]". Unseen64 (بالإنجليزية الأمريكية). 04 Apr 2008. Archived from the original on 2021-07-11. Retrieved 2021-07-15.
17. 1 2  "Nintendo 64 Preview" (PDF). ماكسيموم: مجلة ألعاب الفيديو (بالإنجليزية). إيماب إنترناشونال ليميتد. No. 7. Jun 1996. p. 22. Archived from the original (PDF) on 2020-10-25.
18. 1 2  "It Started With A Guy In Overalls". إواتا آسكس: ماريو كارت وي. نينتندو أمريكا. مؤرشف من الأصل في 2021-07-14. اطلع عليه بتاريخ 2021-07-15.
19. ↑  "What's Next for Shigeru Miyamoto?". نيكست جينرايشن (بالإنجليزية). إيماجين ميديا. No. 26. Feb 1997. p. 144. Retrieved 2021-07-15.
20. ↑  سيمراد, إد (Feb 1996). "Ultra 64 Unveiled" (PDF). إلكترونك غيمينغ مونثلي (بالإنجليزية). سنداي للنشر. No. 79. p. 6. Archived from the original (PDF) on 2020-10-25. Retrieved 2021-07-15.
21. 1 2  "The Return of the Awesome Mario Kart!" (PDF). ماكسيموم: مجلة ألعاب الفيديو (بالإنجليزية). إيماب إنترناشونال ليميتد. No. 3. Jan 1996. p. 105. Archived from the original (PDF) on 2021-02-24. Retrieved 2021-07-15.
22. ↑  ليدهولم, ماركوس (01 Jan 1998). "The N64's Long Way to completion" (بالإنجليزية). نينتندو لاند. Archived from the original on 2008-05-03. Retrieved 2021-07-15.
23. ↑  نايت, ريتش (21 Aug 2012). "7. Magikoopa" (بالإنجليزية). كومبليكس غيمينغ. Archived from the original on 2014-06-02. Retrieved 2021-07-16.
24. ↑  "Mario Kart 64 – 1996 Developer Interview". shmuplations.com (بالإنجليزية). Archived from the original on 2021-12-30. Retrieved 2021-07-15. {{استشهاد ويب}}: |archive-date= / |archive-url= timestamp mismatch (help)
25. ↑  نينتندو باور 92. (باللغة الإنجليزية). 1997. Mario Kart Preview، صفحة 55 نسخة محفوظة 7 أبريل 2022 على موقع واي باك مشين.
26. ↑  نينتندو (1996). ماريو كارت 64. نينتندو. مشهد: شارة النهاية. نموذج دونكي كونغ ثلاثي الأبعاد مقدم من شركة راير البريطانية.
27. ↑  "Mario Kart 64 – 1996 Developer Interview". shmuplations.com (بالإنجليزية). Archived from the original on 2021-06-09. Retrieved 2021-07-15.
28. ↑  توتيلو, ستيفن (09 Mar 2011). "The Maker Of Mario Kart Justifies The Blue Shell" (بالإنجليزية). كوتاكو. Archived from the original on 2018-11-01. Retrieved 2021-07-15.
29. ↑  "Mario Kart 64 Race Tracks cassette tape release information". Video Game Music Database. 1997. مؤرشف من الأصل في 2020-08-09. اطلع عليه بتاريخ 2012-11-19.
30. ↑  "Nintendo 64 Trilogy Music From The Greatest Nintendo 64 Games". discogs.com (بالإنجليزية). Archived from the original on 2018-07-09. Retrieved 2021-07-15.
31. ↑  "'Kart' Offer an N64 Treat" (PDF). إلكترونك غيمينغ مونثلي (بالإنجليزية). زيف دافيس. No. 90. Jan 1997. p. 26. Archived from the original (PDF) on 2020-12-06. Retrieved 2021-07-15.
32. ↑  "Mr. Lincoln, What's Next?". غيم برو (بالإنجليزية). IGD. No. 102. Mar 1997. pp. 36–37. Retrieved 2021-07-15.
33. ↑  "Mario Kart 64". نينتندو (بالإنجليزية). Retrieved 2021-07-15.
34. 1 2 3  "Mario Kart 64 on Virtual Console". نينتندو لايف (بالإنجليزية). برايتون: غيمر نيتورك. Archived from the original on 2021-04-25. Retrieved 2021-07-15.
35. ↑  "Mario Kart 64 for Wii U" (بالإنجليزية). نينتندو أمريكا. Archived from the original on 2021-02-14. Retrieved 2021-07-15.
36. ↑  هورويتز، جير (15 May 1997). "Saturn's Distant Orbit". غيم سبوت (بالإنجليزية). Archived from the original on 2000-03-12. Retrieved 2021-07-15.
37. ↑  "The Magic Box - US Platinum Chart Games" (بالإنجليزية). ذا ماجيك بوكس. 27 Dec 2007. Archived from the original on 2021-04-12. Retrieved 2021-07-15.
38. ↑  "The Magic Box - Japan Platinum Chart Games" (بالإنجليزية). ذا ماجيك بوكس. 27 Dec 2007. Archived from the original on 2021-07-03. Retrieved 2021-07-15.
39. ↑  Ferguson 1997، صفحة 74.
40. ↑  "Viewpoint". غيمفان (بالإنجليزية). Vol. 5, no. 2. Jan 1997. pp. 28–30. Retrieved 2021-07-16.
41. ↑  وايت, شون; ماكومب, دايف (Jul 1997). "Mario Kart 64". مجلة نينتندو الرسمية (بالإنجليزية). No. 58. pp. 24–35. Retrieved 2021-07-16.
42. ↑  "Mario Kart 64". فيديو غيمز (بالألمانية). May 1997. pp. 80–82. Retrieved 2021-07-16.
43. ↑  "Mario Kart 64". Metacritic (بالإنجليزية). Archived from the original on 2019-01-13. Retrieved 2021-07-16.
44. ↑  فاتر, مايك. "Mario Kart 8 Speeds To Over 1.2 Million Sales In Opening Weekend". غيم إنفورمر (بالإنجليزية). Archived from the original on 2021-02-24. Retrieved 2021-07-16.
45. ↑  Boyer 1997، صفحة 44.
46. 1 2 3  Mao 1997، صفحة 76.
47. 1 2  "Mario Kart 64 Review". GameSpot (بالإنجليزية الأمريكية). Archived from the original on 2021-04-02. Retrieved 2021-07-16.
48. ↑  "Mario Kart 64 review". غيم ريفولوشن (بالإنجليزية). Archived from the original on 2021-06-28. Retrieved 2021-07-16.
49. ↑  Barrel 1997، صفحة 27.
50. 1 2  Lomas 1997، صفحة 61.
51. ↑  ماكول, سكوت. "Mario Kart 64 - Review" (بالإنجليزية). ريزم ون. Archived from the original on 2014-12-10. Retrieved 2021-07-16.
52. 1 2 3 4  West 1997، صفحة 113.
53. 1 2 3 4  كارون, فرانسوا (12 Aug 2009). "Test du jeu Mario Kart 64 sur N64". Jeuxvideo.com (بالفرنسية). باريس. Archived from the original on 2021-05-01. Retrieved 2021-07-16.
54. 1 2 3  Ferguson 1997، صفحات 75-76.
55. 1 2 3 4 5 6  "Mario Kart 64". مجلة إن64 (بالإنجليزية). No. 1. Apr 1997. pp. 66–73. Retrieved 2021-07-16.
56. 1 2  مورلي, روز (9 Mar 2003). "Mario Kart 64 (Nintendo 64) Review - Page 1 - Cubed3". كيوبد3 (بالإنجليزية). Archived from the original on 2018-09-28. Retrieved 2021-07-16.
57. 1 2  "Mario Kart 64 review". إلكترك بلايغراوند (بالإنجليزية). غريدي برودكشنز ليميتد. Archived from the original on 2005-02-09. Retrieved 2021-07-16.
58. 1 2 3  ويلدغوز, ديفيد (Jun 1997). "Mario Kart 64". هايبر (بالإنجليزية). No. 44. pp. 38–41. Retrieved 2021-07-16.
59. ↑  "20-11 Official Nintendo Magazine". مجلة نينتندو الرسمية (بالإنجليزية). Archived from the original on 2009-02-25. Retrieved 2021-07-16.
60. ↑  "100 Best Games of All Time". إلكترونك غيمينغ مونثلي (بالإنجليزية). زيف دافيس. No. 100. Nov 1997. p. 129. ملاحظة: على عكس العنوان، تنص مقدمة المقالة صراحةً على أن القائمة تغطي ألعاب الأنظمة فقط، مما يعني أن ألعاب الحاسوب وألعاب الأركيد غير مؤهلة.

### المعلومات
- تايلور, مات (Apr 1997). "Mario Kart 64 preview". كمبيوتر آند فيديو غيمز (بالإنجليزية). باث: فيوتشر بي إل سي (185): 16–17. Retrieved 2021-07-08.

- سكاغز, كاثي (Mar 1997). "Mario Kart 64 preview". غيم برو (بالإنجليزية). نيوتنفيل: آي دي جي إنترتينمنت (92): 38. Retrieved 2021-07-08.
- ديزموند, مايك (Feb 1997). "Mario Kart 64: Classic action back on track". إلكترونك غيمينغ مونثلي (بالإنجليزية). شيكاغو: زيف دافيس (91): 106–109. Retrieved 2021-07-08.
- بوير, كريسبين (Mar 1997). "Review Crew: Mario Kart 64". إلكترونك غيمينغ مونثلي (بالإنجليزية). شيكاغو: زيف دافيس (92): 44. Retrieved 2021-07-16.
- ماو, فرانسيس (Apr 1997). "Mario Kart 64 review". غيم برو (بالإنجليزية). نيوتنفيل: آي دي جي إنترتينمنت (93): 76. Retrieved 2021-07-16.
- بارل, كورين (Oct 1997). "Test Nintendo 64: Mario Kart 64". مجلة نينتندو الرسمية (بالفرنسية). باريس: إيماب ألفا (1): 22–27. {{استشهاد بدورية محكمة}}: الوسيط |تاريخ الوصول بحاجة لـ |مسار= (help)
- لوماس, إد (Jul 1997). "Mario Kart 64 review". كمبيوتر آند فيديو غيمز (بالإنجليزية). باث: فيوتشر بي إل سي (188): 60–61. Retrieved 2021-07-16.
- ويست, نيل (Jun 1997). "Mario Kart 64 review". نيكست جينرايشن (بالإنجليزية). باث: فيوتشر بي إل سي (30): 113. Retrieved 2021-07-16.
- فيرغسون, نيك (Feb 1997). "Mario Kart 64 review". إدج (بالإنجليزية). باث: فيوتشر بي إل سي (52): 72–74. {{استشهاد بدورية محكمة}}: الوسيط |تاريخ الوصول بحاجة لـ |مسار= (help)

## وصلات خارجية
- ماريو كارت 64 على موقع IMDb (الإنجليزية)
- (باليابانية)
- (بالإنجليزية)